# Zufluchtskirche Harpersdorf
Die Ruine der Zufluchtskirche Harpersdorf befindet sich in Twardocice (Harpersdorf) im Powiat Złotoryjski (Kreis Goldberg) der polnischen Woiwodschaft Niederschlesien.

## Geschichte
Die 1448 erbaute Kirche, mit 2400 Sitzplätzen eine der größten Dorfkirchen Schlesiens, diente bis zur Annexion Schlesiens durch Preußen 1740 als Zufluchtskirche für schlesische Protestanten. Nach einem Entwurf von Giulio Simonetti wurde die Kirche 1701 und 1711 ausgebaut, 1726 wurde ein Turm angefügt. Der Turm, zweimal durchbrochen, ähnelt dem Turm der Ursulinerinnen-Kirche zu Breslau.
Nach der polnischen Annexion Schlesiens wurde die Kirche zu einem Lagerhaus umfunktioniert und verfiel.

## Schwenckfelder-Denkmal
Außerhalb des Dorfes befindet sich ein Gedenkstein mit folgender Inschrift: „An diesem Ort ruhen in Gott treue Schwenckfelder, beerdigt in den Jahren 1720 bis 1740. Dieses Denkmal stifteten 1863 ihre in Nordamerika lebenden Landsleute aus Probsthain, Harpersdorf, Lang Neundorf und Lauterseiffen“.